# Ladies' Man (film 1931)
Ladies' Man è un film del 1931 diretto da Lothar Mendes. La sceneggiatura di Herman J. Mankiewicz si basa sull'omonimo romanzo di Rupert Hughes pubblicato a New York nel 1930.

## Produzione
Il film fu prodotto dalla Paramount Pictures.

## Distribuzione
Il copyright del film, richiesto dalla Paramount Publix Corp., fu registrato il 9 maggio 1931 con il numero LP2213.

Distribuito dalla Paramount Pictures, il film fu presentato in prima a New York il 1º maggio 1931.